# Septim (interval)
 For alternative betydninger, se Septim. (Se også artikler, som begynder med Septim)
Indenfor musik er en septim betegnelsen for et toneinterval på 7 heltoner.
En septim kan enten være lille eller stor. En lille septim består af en oktav minus en stor sekund svarende til 10 halvtoner. En stor septim består af en oktav minus en lille sekund svarende til 11 halvtoner.
En stor septim kan for eksempel gå fra c1 til b1:
En lille septim kan for eksempel gå fra c1 til b♭1:
Den umiddelbare mindre diatoniske interval kaldes en sekst, mens det større diatoniske interval en oktav.